# Okene
Okene é uma cidade no estado nigeriano de Kogi. A cidade está sediada em uma área de governo local de mesmo nome. Okene corre ao longo da rodovia A2. Tinha uma área de 328 km 2 e uma população de 320.260 habitantes no censo de 2006.
As pessoas predominantes são os Ebira da Nigéria central e a língua Ebira é falada.
O código postal da área é 264.